# 夏尔·德·弗雷西内
夏尔·路易·德·索尔斯·德·弗雷西内（法語：Charles Louis de Saulces de Freycinet，法語發音：[ʃaʁl lwi də sols də fʁɛjsinɛ]；1828年11月14日—1923年5月14日）法國政治家。曾在12屆不同政府中任職，包括4次出任總理，為19世紀最後10年的重要陸軍改革的主要負責人。
弗雷西內出生在富瓦的一个新教家庭，是法国航海家路易·德·弗雷西内的侄子。毕业于巴黎综合理工学院，以采矿工程师进入政府工作，显示出非凡的组织才能。1870年9月法兰西第三共和国成立，他被任命为塔恩-加龙省行政长官，10月进入内阁，成为军事长官，改革陸軍以防备德国入侵。
1876年进入参议院，成为莱昂·甘必大的追随者，1877年12月成为公共工程部长，他通过了一项伟大的计划逐步收购国家铁路和建设新线路以及进一步的发展运河系统。1879年12月担任总理和外交部长，大赦巴黎公社社员，在政教分离问题上，他失去了甘必大的支持，并在1880年9月辞职。
1882年1月他又成为了总理和外交部长，他拒绝加入英国轰炸埃及的亚历山大，试图通过妥协占领苏伊士地峡，但在众议院因不信任投票以417票对75票通过而辞职。1885年任亨利·布里松内阁的外交部长。1886年第三次组建内阁，不久辞职。1887年成为总统选举候选人，但败于玛利·弗朗索瓦·萨迪·卡诺手下。1888年4月任夏尔·弗洛凯内阁的战争部长，设立三年的服役期和建立总参谋部。1890年第4次组建内阁，任总理兼战争部长，1892年2月内阁因宗教问题辞职，1893年1月因巴拿马丑闻辞去战争部长。1898年11月，他再次成为夏尔·迪皮伊内阁的战争部长，1899年5月6日辞职。1923年去世。

## 出版物
- Traité de mécanique rationnelle (1858)
- De l'analyse infinitésimale (1860, revised ed., 1881)
- Des pentes économiques en chemin de fer (1861)
- Emploi des eaux d'égout en agriculture (1869)
- Principes de l'assainissement des villes (1870)
- Traité d'assainissement industriel (1870)
- Essai sur la philosophie des sciences (1896)
- La Question d'Égypte (1905)
- Contemporain: 'Pensées contributed under the pseudonym of Alceste"